# In Concert with The London Symphony Orchestra
In Concert with The London Symphony Orchestra (intitolato anche Live at the Royal Albert Hall) è un album dal vivo del gruppo rock britannico Deep Purple, pubblicato nel 2000.

## Tracce

### Disco 1
1. Pictured Within – 8:38 (Jon Lord)
2. Wait a While – 6:44 (Lord, Sam Brown)
3. Sitting in a Dream – 4:01 (Roger Glover)
4. Love Is All – 4:40 (Glover, Eddie Hardin)
5. Via Miami – 4:51 (Ian Gillan, Glover)
6. That's Why God Is Singing the Blues – 4:02 (Dave Corbett)
7. Take It Off the Top – 4:43 (Steve Morse)
8. Wring That Neck – 4:38 (Ritchie Blackmore, Nick Simper, Lord, Ian Paice)
9. Pictures of Home – 9:56 (Gillan, Blackmore, Glover, Lord, Paice)

### Disco 2
1. Concerto for Group and Orchestra, Mov. 1 – 17:03 (Lord)
2. Concerto for Group and Orchestra, Mov. 2 – 19:43 (Gillan, Lord)
3. Concerto for Group and Orchestra, Mov. 3 – 13:28 (Lord)
4. Ted the Mechanic – 4:50 (Gillan, Morse, Glover, Lord, Paice)
5. Watching the Sky – 5:38 (Gillan, Morse, Glover, Lord, Paice)
6. Sometimes I Feel Like Screaming – 7:44 (Gillan, Morse, Glover, Lord, Paice)
7. Smoke on the Water – 6:43 (Gillan, Blackmore, Glover, Lord, Paice)

## Formazione

### Deep Purple
- Ian Gillan - voce
- Steve Morse - chitarra
- Jon Lord - tastiera
- Roger Glover - basso
- Ian Paice - batteria

### Orchestra
- The London Symphony Orchestra
- Paul Mann - direttore

### Altri musicisti
- Ronnie James Dio - voce in Sitting in a Dream, Love Is All
- Aitch McRobbie, Margo Buchanan, Pete Brown - cori
- Mario Argandona - voce, percussioni
- Sam Brown - cori, voce in Wait a While
- Miller Anderson - voce in Pictured Within
- Graham Preskett - violino in Love Is All
- Steve Morris - chitarra in That's Why God Is Singing the Blues
- Eddie Hardin - piano in Love Is All
- Annie Whitehead - trombone
- Paul Spong - tromba, flicorno
- Roddy Lorime - tromba, flicorno
- Simon C. Clarke - sassofono baritono, sassofono alto, flauto
- Tim Sanders - sassofono tenore, sassofono soprano
- Dave LaRue - basso
- Van Romaine - batteria